# داريوس هانكس
داريوس هانكس (بالإنجليزية: Darius Hanks)‏ هو لاعب كرة قدم أمريكية أمريكي، ولد في 23 فبراير 1989 في نوركروس في الولايات المتحدة.

## وصلات خارجية
- داريوس هانكس على موقع مرجع كرة القدم المحترفة.كوم (الإنجليزية)